# Dollaro dei Caraibi Orientali
Il Dollaro dei Caraibi Orientali (in inglese East Caribbean dollar) (codice ISO 4217: XCD) è la valuta ufficiale di otto dei nove membri della Organizzazione degli Stati dei Caraibi Orientali (OECS).
Creata nel 1965, è comunemente abbreviata in EC$. È stampata presso la Banca centrale dei Caraibi orientali, con base a Saint Kitts e Nevis, in seguito agli Accordi di Port of Spain del 5 luglio 1983.
La valuta sostituisce il vecchio dollaro delle Indie occidentali britanniche, in seguito allo scioglimento della Federazione delle Indie Occidentali.
È legata dal 1976 da un regime di cambio fisso al dollaro statunitense, pari a 1 US$=2,70 XCD.

## Stati e territori aderenti membri
Il Dollaro dei Caraibi Orientali è stato adottato da sei Stati indipendenti ed è anche la valuta ufficiale di due territori britannici d'oltremare (Anguilla e Montserrat); gli stati e territori aderenti sono:
| Stato o dipendenza                                       | Abitanti |
| -------------------------------------------------------- | -------- |
| Anguilla                                                 | 13 600   |
| Antigua e Barbuda                                        | 86 754   |
| Dominica                                                 | 72 660   |
| Grenada                                                  | 110 000  |
| Montserrat                                               | 5 879    |
| Saint Kitts e Nevis                                      | 51 300   |
| Saint Lucia                                              | 173 765  |
| Saint Vincent e Grenadine                                | 120 000  |
| Abitanti che utilizzano il Dollaro dei Caraibi Orientali | 633 958  |

Non è usata invece nelle Isole Vergini britanniche che, pur essendo membro dell'OECS, adotta il dollaro statunitense come propria valuta.
Il dollaro dei Caraibi Orientali è accettato anche nelle Antille francesi (Guadalupa, Martinica, Saint-Barthélemy, Saint-Martin) accanto all'Euro e in alcune isole dei Caraibi olandesi (Sint Eustatius, Saba, Sint Maarten).

## Banconote e monete
Ogni dollaro è diviso in 100 cent.
I tagli delle banconote in circolazione sono da 2, 5, 10, 20, 50 e 100 EC$.
I tagli delle monete in circolazione sono invece da 5, 10 e 25 cent e da 1 EC$.